# Überflieger – Kleine Vögel, großes Geklapper
Überflieger – Kleine Vögel, großes Geklapper (internationaler Titel Richard the Stork) ist ein computeranimierter Trickfilm, der am 11. Mai 2017 in den deutschen Kinos anlief. 2023 erschien die Fortsetzung Überflieger – Das Geheimnis des großen Juwels.

## Handlung
Eines Tages findet die Storchenmutter Aurora ein Spatzenküken allein in seinem Nest. Seine Eltern wurden von einem Marder getötet, weshalb sie beschließt, es selbst großzuziehen. Obwohl der kleine Spatz Richard bei seiner Storchenfamilie aufwächst, kann er nicht in allen Bereichen mit den Störchen mithalten, dennoch ist er der festen Überzeugung, ein Storch zu sein. Als der Herbst anbricht, zieht seine Storchenschar ohne ihn nach Afrika. Richard beschließt, seiner Familie in den Süden zu folgen und trifft auf seiner Reise die Zwergeule Olga sowie den Wellensittich Kiki, welche ihm Stück für Stück bei seiner Reise helfen und im Laufe dieser zu seinen besten Freunden werden.
In Afrika angekommen ist das Storchenjunge Max wütend auf seinen Vater, da dieser seinen jüngeren Bruder Richard allein in Europa zurückgelassen hat und er läuft davon. Dabei wird er von einem Honigdachs in dessen unterirdischen Bau gezogen, welchen die Störche aufgrund ihrer Größe nicht betreten können. Richard ist nun mit seinen beiden Freunden bei der Storchenschar angekommen und sie betreten mutig den Bau. Im Zentrum des Baus finden sie Max und durch geschickte Ablenkungsmanöver können alle aus der Höhle entkommen.
Die Storcheneltern Claudius und Aurora sind froh, ihren Sohn Richard wieder bei sich zu haben und zusammen fliegen alle zum großen See, an welchem sie die nächsten Monate verbringen werden.

## Synchronisation
Die deutsche Synchronisation des Filmes übernahm Cinephon unter der Dialogregie und nach einem Synchronbuch von Pierre Peters-Arnolds.
| Figur               | Deutscher Sprecher                   | Vogelart      |
| ------------------- | ------------------------------------ | ------------- |
| Richard             | Tilman Döbler, Xara Eich (als Küken) | Sperling      |
| Kiki                | Christian Gaul                       | Wellensittich |
| Olga                | Nicolette Krebitz                    | Zwergohreule  |
| Al Schnappone       | Claudio Maniscalco                   | Elster        |
| Roberto             | Nico Birnbaum                        | Möwe          |
| Max                 | Marco Eßer                           | Weißstorch    |
| Aurora              | Maud Ackermann                       | Weißstorch    |
| Claudius            | Marcus Off                           | Weißstorch    |
| Robert              | Peter Lontzek                        | Sperling      |
| Fledermaus #1       | Heiko Akrap                          | Fledermaus    |
| Fledermaus #3       | Stefan Bräuler                       | Fledermaus    |
| brauner Spatz       | Josefin Hagen                        | Sperling      |
| heller Spatz        | Daniela Molina                       | Sperling      |
| Taube mit Papierhut | François Smesny                      | Stadttaube    |
| Taube mit Schirm    | Robert Missler                       | Stadttaube    |

## Rezeption
Der Film erhielt überwiegend ausgeglichene bis positive Kritiken.

„Sympathischer, solide gestalteter Animationsfilm, der von Selbst- und Fremdbildern sowie der Suche nach persönlicher Identität erzählt. Dabei verlässt sich die Inszenierung allerdings überwiegend auf vertraute Erzählmuster und manche allzu oberflächliche dramaturgische Effekte.“

Des Weiteren wurde der Film bei den folgenden Auszeichnungen berücksichtigt:
- Auszeichnung beim Bayerischen Filmpreis 2018 als Bester Jugendfilm
- Nominierung bei den Internationalen Filmfestspielen Berlin 2017 als Bester Film in der Kategorie Generation Kplus
- Nominierung beim Internationalen Filmfestival Shanghai 2017 als Bester Animationsfilm
- Nominierung beim Luxemburger Filmpreis 2018 als Beste Animations-Koproduktion